# Perry Lopez
Perry Lopez, nato Julios Caesar Lopez (Los Angeles, 22 luglio 1929 – New York, 14 febbraio 2008), è stato un attore statunitense.

## Biografia
Di discendenza portoricana, firmò un contratto con la Warner Bros. nel 1954, ottenendo la sua prima parte di rilievo ne La nave matta di Mister Roberts (1955), a fianco di star come Henry Fonda e James Cagney.
Il suo ruolo più famoso è quello del tenente Lou Escobar in Chinatown (1974) e nel suo sequel Il grande inganno (1990).
Malato di cancro ai polmoni, morì il 14 febbraio 2008 all'età di 78 anni.

## Filmografia parziale

### Cinema
- Rullo di tamburi (Drum Beat), regia di Delmer Daves (1954)
- Prima dell'uragano (Battle Cry), regia di Raoul Walsh (1955)
- La nave matta di Mister Roberts (Mister Roberts), regia di John Ford e Mervyn LeRoy (1955)
- Tutto finì alle sei (I Died a Thousand Times), regia di Stuart Heisler (1955)
- La baia dell'inferno (Hell on Frisco Bay), regia di Frank Tuttle (1955)
- Il cavaliere senza volto (The Lone Ranger), regia di Stuart Heisler (1956)
- Giungla d'acciaio (The Steel Jungle), regia di Walter Doniger (1956)
- La valle dei delitti (The Young Guns), regia di Albert Band (1956)
- Acque profonde (The Deep Six), regia di Rudolph Maté (1958)
- Il grande rischio (Violent Road), regia di Howard W. Koch (1958)
- Il portoricano (Cry Tough), regia di Paul Stanley (1959)
- Stella di fuoco (Flaming Star), regia di Don Siegel (1960)
- Trappola per uomini (Man-Trap), regia di Edmond O'Brien (1961)
- Taras il magnifico (Taras Bulba), regia di J. Lee Thompson (1962)
- McLintock!, regia di Andrew V. McLaglen (1963)
- Rancho Bravo (The Rare Breed), regia di Andrew V. McLaglen (1966)
- Con le spalle al muro (Sol Madrid), regia di Brian G. Hutton (1968)
- Igloo uno operazione delgado (Daring Game), regia di László Benedek (1968)
- Bandolero!, regia di Andrew V. McLaglen (1968)
- Che!, regia di Richard Fleischer (1969)
- I guerrieri (Kelly's Heroes), regia di Brian G. Hutton (1970)
- I diamanti dell'ispettore Klute (Lady Ice), regia di Tom Gries (1973)
- Chinatown, regia di Roman Polański (1974)
- Il giustiziere della notte 4 (Death Wish 4: The Crackdown), regia di J. Lee Thompson (1987)
- Soggetti proibiti (Kinjite: Forbidden Subjects), regia di J. Lee Thompson (1989)
- Il grande inganno (The Two Jakes), regia di Jack Nicholson (1990)

### Televisione
- Have Gun - Will Travel – serie TV, episodio 4x28 (1961)
- Scacco matto (Checkmate) – serie TV, episodio 2x06 (1961)
- Bonanza – serie TV, episodio 4x19 (1963)
- Il virginiano (The Virginian) – serie TV, episodio 4x06 (1965)
- Star Trek – serie TV, episodio 1x15 (1966)
- Kronos - Sfida al passato (The Time Tunnel) – serie TV, episodi 1x08-1x14 (1966)
- Hondo – serie TV, episodio 1x03 (1967)
- Tarzan – serie TV, episodi 2x11-2x12 (1967)
- Selvaggio west (The Wild Wild West) – serie TV, episodi 2x17-4x19 (1967-1969)
- Charlie's Angels – serie TV, episodio 3x19 (1979)

## Doppiatori italiani
- Pino Locchi ne La nave matta di Mister Roberts, Tutto finì alle sei, Il grande rischio, La baia dell'inferno, Acque profonde, McLintock!
- Aleardo Ward in Prima dell'uragano
- Gianfranco Bellini ne La valle dei delitti
- Mario Mastria ne I guerrieri
- Michele Gammino in Zorro
- Sandro Iovino in Charlie's Angels
- Glauco Onorato ne Il grande inganno
- Roberto Gammino in Zorro (ridoppiaggio)